# Nzebi (peuple)
Pour les articles homonymes, voir Nzebi.

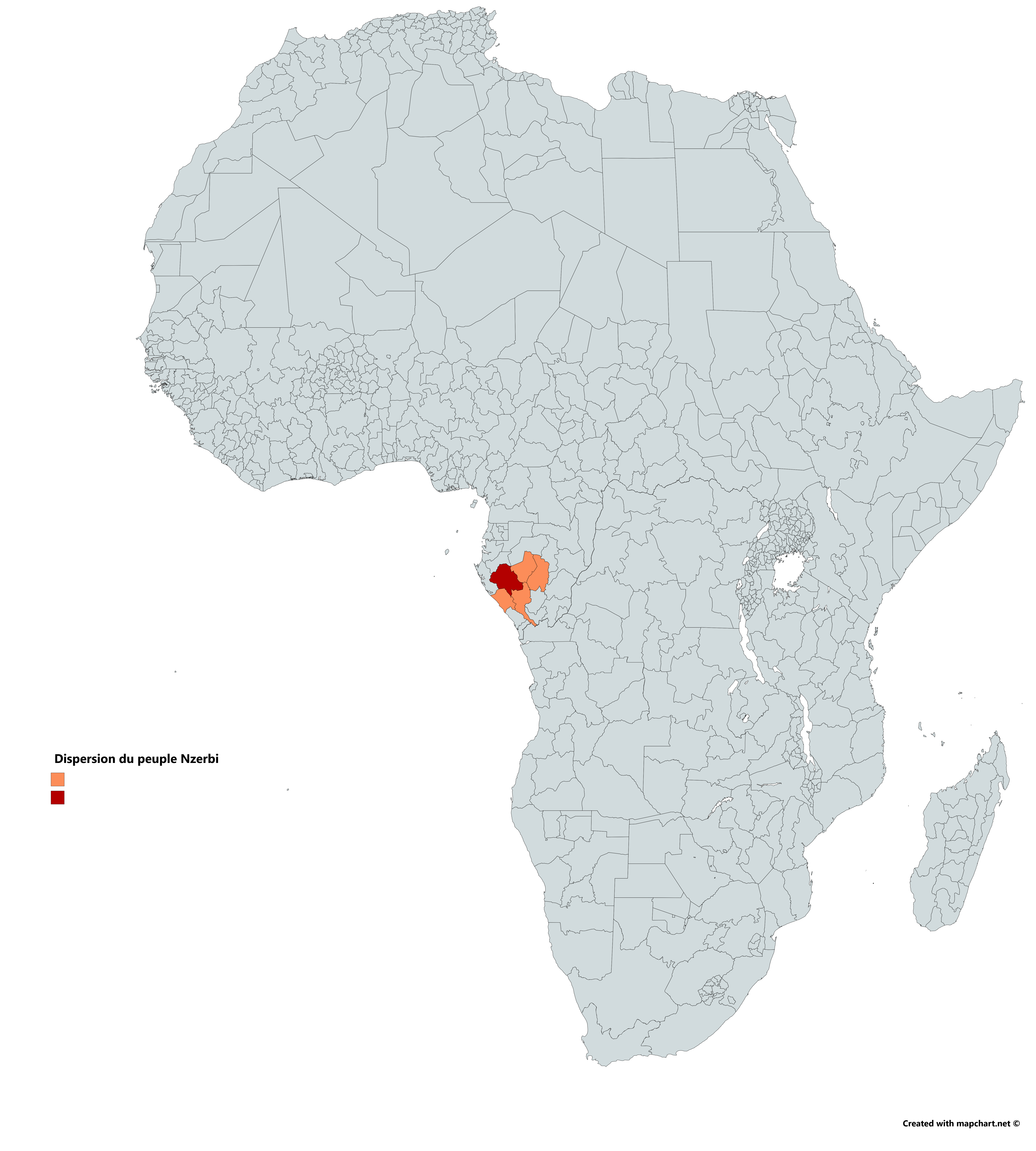
Localisation approximative des Nzebi

Les Nzebi, Nzébi ou Bandjabis (pluriel de Nzébi) constituent un peuple d'Afrique centrale originaire du Congo-Brazzaville ; ils vivent principalement au Gabon mais aussi en république du Congo. Ils sont, dès le XIXe siècle, connus pour savoir extraire le minerai de fer et le travailler. Ils se concentrent, à cette époque, dans la région de Mayoko, et plus précisément près du gisement de fer de Lékoumou qui est encore en exploitation aujourd'hui. 
Leurs principales productions, eu égard à leur mode de vie rural, sont issues de la chasse et de l'agriculture. Leur société se distingue par une très grande solidarité et l'égalité apparente entre les hommes. L'arrivée de la monnaie, imposée par la colonisation, a mis en péril l'ordre clanique ancien.
Ils sont décrits par de nombreux explorateurs, missionnaires, premiers administrateurs comme « un peuple industrieux et prospère qui participe de façon intense au commerce à longue distance en échangeant ses productions variées. Au XIXe siècle, c’est par excellence le peuple  producteur  de  caoutchouc,  il  travaille,  chasse,  cultive  la  banane  et  l’arachide. Il fabrique des poteries et forge lui-même ses armes avec des cercles de barriques. »

## Ethnonymes
Selon les sources on observe plusieurs variantes : Bandjabi, Bandzabi, Banjabi, Banzabi, Benzali, Ndjabi, Ndzabi, Ndzébi, Njabi, Njavi, Njawi, Nyawi, Nzabi, Nzebi. 

## Langue
Ils parlent une langue bantoue, le nzebi ou inzabi et plusieurs langues ou dialectes dont le douma, le wandji, le batsiagui, le sihou (ou bassissihou)[réf. nécessaire].

## Situation

Carte du Gabon.

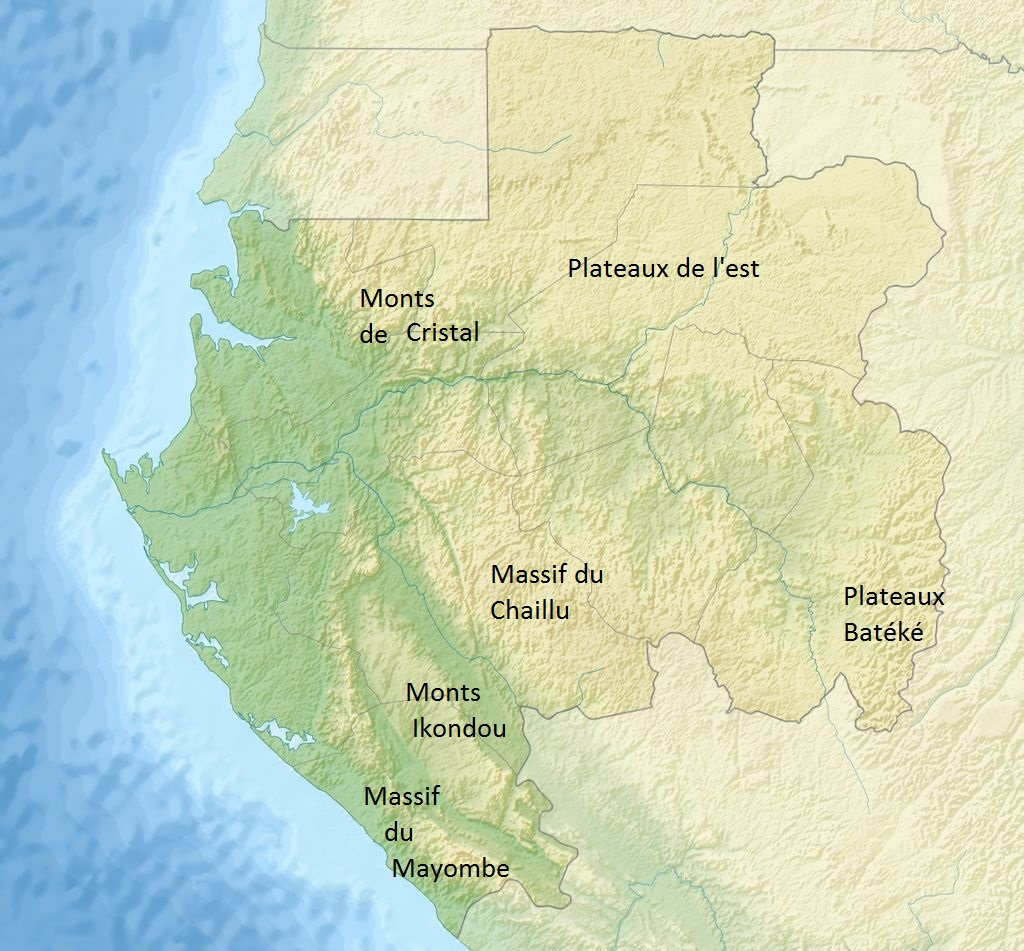
Massifs montagneux du Gabon. Le massif du Chaillu et la chaîne du Mayombe se prolongent au Congo.

### Habitat
Les Nzébi habitent, depuis le début du XIXe siècle, un espace d'environ 32 000 km2, centré sur le mont Birougou, au cœur du massif du Chaillu, et situé à la fois au Gabon et au Congo. Pour évoquer cette région il faut effectuer une boucle : depuis Lastourville (Gabon), au Nord-est, puis, en descendant vers l'Ouest, en passant par Koulamoutou, Mbigou et jusqu'à la rivière Ngounié (vers Ndendé), en descendant vers l'Est jusqu'à la région de Divénié (rive droite de la Nyanga) (Congo), point le plus bas au Sud, et en remontant vers l'Est, par Mayoko et en continuant dans cette direction jusqu'à proximité du fleuve Ogooué, pour remonter sur Lastourville. C'est une région de grande forêt équatoriale, au sein de la forêt du bassin du Congo. Les Nzebi occupent aussi de petites zones de savanes, à l'Ouest dans la région de Lébamba et un peu à l'est de Mayoko, en direction de l'Ogooué.
Toute la région est particulièrement riche en minerais, le massif du Chaillu étant, depuis toujours, connu pour son minerai de fer.
Les Nzebi, bien qu'étant majoritaires dans cette région, partagent l'espace naturel avec les Pygmées et plusieurs autres populations, entre autres, les Akélé, au Nord, et les Wumbu, au Sud. Leurs voisins sont encore plus nombreux et l'interpénétration entre ces groupes est généralisée sur les marges de l'espace occupé majoritairement par les Nzebi.
Un village est une réalité fugace. L'usure des matériaux, la présence des insectes qui mettent en péril l'habitat mais aussi l'épuisement des ressources locales et l'appauvrissement des sols cultivés rendent impérative la mobilité des personnes. Cette mobilité se double d'une très grande dispersion. Dans la grande forêt la densité est d'environ un à quatre habitants au km2. Dans les années 2000, ce sont à peu près « 100 000 personnes qui peuvent se prévaloir d'appartenir à un ensemble social nzèbi ».

### De la migration à la sédentarisation
Le peu d'intérêt que les Nzèbi manifestent (en 1982) pour les constructions en dur tient largement à leur répugnance à se fixer durablement et, en conséquence, à leurs nombreux déplacements. 
Certes il est nécessaire de permettre à l'espace cultivé et à celui qui est ouvert à la chasse de se reconstituer. D'autre part, les habitations étant réalisées en grande partie en matériaux naturels, leur durée de vie est courte. Mais un déplacement, jusqu'à quelques centaines de mètres, pour se rapprocher d'une route et vendre de la nourriture aux ouvriers des chantiers forestiers, peut offrir aussi l'occasion à des quartiers entiers d'éclater et de mettre fin à des relations de voisinage tendues. 
Pour donner un ordre de grandeur sur le type de contrainte qui nécessite le déplacement on peut prendre l'exemple d'un village, Dziba-Dziba, étudié entre 1966 et 1970. Une population de 210 habitants, après avoir exploité 4 700 hectares, doit, au bout de 20 ans sortir du cercle des cinq kilomètres. La proximité d'un autre village contraint d'aller chercher un nouveau terrain de culture au delà de 10 km.
Les dernières migrations que connurent les Nzèbi, jusqu'au début du XXe siècle, semblent être, pour une part motivées par les mêmes nécessités, mais aussi par la pression exercée par d'autres peuples, et plus encore par le commerce à longue distance, de cette époque.

## Histoire

### Mythe cosmogonique
Le récit de Koto était transmis par les muyambili (détenteurs du savoir) aux jeunes, de génération en génération. Il permet de connaître l'organisation sociale nzebi. Il se présente sous une forme partiellement différente, d'une version à l'autre, en fonction du narrateur muyambili.
Ce récit parle, à une période originelle, d'une bande de chasseurs-cueilleurs qui se déplace et qui rencontre ainsi un village de sédentaires. Ils s'emparent des plantes cultivées et des femmes du village, et deviennent, dès lors, les Nzèbi d'aujourd'hui, une société clanique dont les produits, pour l'essentiel, sont ceux de la chasse et de l'agriculture. Koto apparait ainsi comme le lieu de naissance des clans. Ce récit des premiers temps fait, souvent, allusion aux pygmées. Le récit évoque l'égalité nécessaire entre les chasseurs, puis comment les Nzèbi traversent les tourments de la traite esclavagiste, enfin comment l'égalité offre toujours de nouvelles solutions pour maintenir la cohésion de la société et la solidarité entre les clans. 
Ce mythe, sous une multitude de variantes produites par les différents narrateurs, est une mémoire qui permet de faire coexister solidarité et liens de dépendances, tout en maintenant « l'égalité comme horizon politique ». À travers le récit de Koto et les devises des clans, l'unité est pensée sur le mode de la fraternité et de l'égalité. Les devises des clans comportent toutes les noms des villages, où tous les gens du clan ont habité ensemble. Pour tous les Nzèbi, l'appartenance et la connaissance attachée au clan, avec la gloire des héros à laquelle tous les membres du clan participent, tout cela fonde une société profondément égalitaire, et « aucune discrimination ne saurait être faite entre ses membres, fussent-ils des Pygmées ».

### Migration Nzébi
D'après la tradition orale, les Nzebi proviendraient donc du village de Koto (le lieu évoqué dans ce mythe). « Selon cette tradition, les Nzèbi seraient entrés au Gabon vers le milieu du XVIIIe siècle, par l'Est; ils auraient séjourné près d'un siècle à Moanda (Sud-est du Gabon) avant de s'éparpiller à travers le territoire qui est le leur aujourd'hui. ». 
Les Nzebi sont probablement arrivés dans la région du mont Makengi autour de 1885. Contrairement aux Kota, qui, à cette époque, étaient révoltés contre le système de la traite (commerce précolonial instauré par les Occidentaux vers les populations productrices) qui les écrasait, les Nzèbi extrayaient et produisaient du fer (gisement de Lékoumou) et leurs déplacements étaient pacifiques, hormis lorsqu'il y avait rivalité avec d'autres producteurs, les Massango, qui, eux, étant chasseurs, défendaient leur territoire de chasse. Lors de leur installation les Nzebi, nouveaux arrivants, ont dû payer un droit, le pakha, aux premiers occupants, Wumbu ou autres Nzèbi, arrivés auparavant. Dans le domaine de la métallurgie, ils auraient appris la technique de la fonte auprès des Téké Tsaayi, au cours de leur migration vers le Sud.
Selon les recherches du docteur Righou Nestor Ide, de l'université de Paris, dans son essai littéraire Les Nzèbi du Gabon, des origines à 1915 : « Le territoire d'origine du peuple nzèbi serait la région de la Sangha, au Congo, où ils avaient pour compagnons les Wandji et les Duma. Le départ massif des trois ethnies aurait été déclenché par les mbochi, peuple originaire de l'Est du Congo. Ils auraient quitté cette région et seraient partis en direction du Nord-Ouest de l'actuelle province du Haut-Ogooué où ils seraient  descendus  jusqu'à  l'embouchure  Sébé-Ogooué. Après  la  traversée  de  l'Ogooué,  ils auraient  marché  très  probablement  en  suivant  les  pistes  d'éléphants,  jusque  dans  l'actuelle région de Moanda. C’est donc à partir de Moanda que s’est opéré le fractionnement des Nzèbi. »
Avant l'arrivée des colons les Nzèbi possédaient des troupeaux, des volailles, de beaux champs de manioc et autres ressources alimentaires.

### XIXe siècle
La pénétration des commerçants occidentaux est d'abord motivée par la quête de l'ivoire et du caoutchouc. L'exploitation du caoutchouc sauvage africain, au départ, source de profits importants pour les occidentaux, entraine des souffrances considérables chez les populations autochtones. La chute des cours du caoutchouc due aux plantations d'hévéa en Indochine entraine, néanmoins une perte de devises censées permettre de payer l'impôt exigé par l'administration coloniale française. La « guerre de l'impôt » qui s'ensuit va toucher les Nzèbi, mais plus encore leurs voisins Téké Tsayi. Pendant la période coloniale, la soumission totale du pays Nzèbi, au Gabon, par la France a donc rencontré de sérieuses difficultés. Ainsi les autorités françaises sont contraintes de modifier l'organisation administrative initiale du pays, en particulier par la création, en 1915, de la circonscription des « Bandjabis » (pluriel de « Nzèbi »). 
La photographie placée en tête de cet article « Jeunes hommes Nzebi, entre 20 et 25 ans vers 1923 » représente probablement de futurs jeunes choisis pour leur vigueur comme travailleurs recrutés à la construction du chemin de fer Congo-Océan (C.F.C.O.), et qui s'avéra mortelle pour beaucoup d'entre eux. Dans son étude sur le dépeuplement des Nzèbi qu'il constate en 1982, G. Dupré a cette formule : « évidemment aucune information sur les décès de travailleurs pourtant nombreux dans les premières années de construction ». Et : « Jusqu'en 1933 c'est plusieurs centaines de jeunes hommes sélectionnés parmi les plus robustes qui sont envoyés sur les chantiers du C.F.C.O. Pour tout dire, la population est « écrémée » de ses hommes les plus jeunes et les plus aptes à réparer l'hécatombe provoquée par la prise de possession coloniale ».

### Effondrement
En août 1962, le chemin de fer de la COMILOG est mis en service. Les travaux avaient duré trois ans, et en 1960 avaient mobilisé la main d'œuvre de 5 700 personnes. 
En 1970 la démographie des Nzèbi était très préoccupante, caractérisée par une forte émigration masculine jointe à leur surmortalité, une pénurie de femmes lorsque les jeunes hommes étaient en âge de se marier (mortalité des femmes en couches), et une proportion de moins de 15 ans anormalement basse. Les conséquences tragiques de la lutte contre les troupes coloniales, de 1911 à 1918, qui ont entrainé famine, mortalité infantile et déficit des naissances affectent, alors, durablement les effectifs des 45-60 ans. Ce phénomène avait été amplifié, dès 1923 au sein de l'A.E.F., par les « recrutements forcés » de jeunes hommes, pour la construction du chemin de fer Congo-Océan (C.F.C.O) particulièrement meurtrière : le chantier avait couté la vie à 17 000 travailleurs indigènes en 1929. La rébellion qui s'en était suivie, la guerre du Kongo-Wara, ayant duré de 1921 à 1932-33. Enfin la mise en service du C.F.C.O avait déjà entrainé l'émigration vers Dolisie et les gares du massif du Mayombe. Après une longue période de vingt années à très faible croissance, les années 55-67 bénéficièrent quelque peu de nouveaux chantiers forestiers en lien avec le rail de la COMILOG.
Dans ces mêmes années l'ouverture de la route Nord-sud Mayoko-Mbinda, les regroupements de population dans certains villages, désorganisèrent la production agricole qu'accompagna la chute de sa commercialisation. Les villageois trouvèrent toutes les solutions pour accaparer les maigres revenus des jeunes forestiers, et la prostitution de femmes y joua un rôle important au sein d'une société bouleversée par les divorces et la fuite des femmes sur les axes de communication. Les mines d'or du pays étant toutes implantées dans l'espace Nzèbi, entrainent l'introduction massive de la monnaie dans la société déjà très fragilisée. Le salariat des jeunes, qui leur fait miroiter la promesse d'un pouvoir dans l'univers marchand, poursuit son travail de sape au sein de la société Nzèbi. 
En effet, les conflits ne cessent, alors, de se multiplier entre les jeunes et la rapacité des vieux, jusqu'alors seuls habilités à détenir la richesse. Ils adoptent, dans un premier temps (vers 1946) et par un « retour aux sources » chez les Nzèbi du Gabon, la pratique de la société du Njobi, qui se présente à eux comme un contre-pouvoir à l'argent, purificateur. Mais bien vite, après 1950, c'est La Mère qui offre une pratique clairement coercitive, soi-disant pour chasser les sorciers mais dont le prix de « l'amende » s'élève au niveau d'une véritable dot. Ce sont les vieux qui en profitent, car ils dirigent et contrôlent le rituel. Autant le Njobi renouait avec l'ordre clanique, autant La Mère et les vieux qui en tirent profit par la terreur subordonnent l'ordre anciennement clanique à la richesse actuelle. Dans ce contexte, les couples se défont avec la multiplication d'amendes d'adultère et l'ère du soupçon qui s'installe. Un grand nombre de jeunes préfèrent ne plus retourner au village.

## Culture et société

### Organisation sociale: groupes et clans
Une distinction actuelle entre Nzèbi Nzèbi et Nzèbi Tsaangi se manifeste lors des joutes oratoires qui ponctuent la vie des villages, par la référence à des héros fondateurs Nzèbi et Mbéli. Il semblerait que l'ensemble social Nzèbi actuel soit le résultat d'une migration de Nzèbi, à une date indéterminée, sur une partie du pays Tsaangi. Ils finirent, à la suite d'échanges commerciaux - s'étendant aux femmes - par ne constituer qu'un seul groupe. Par contre la différenciation subsiste : deux récits des origines distinguent, pour l'un, le héros Nzèbi, pour le second Mbéli ; et tandis que les Nzèbi sont des gens de la forêt, les Tsaangi habitent en savane. Avant l'arrivée des Français, les Tsaangi étaient réputés comme producteurs de fer, vers le haut Ogooué. Les Nzèbi n'ayant que des forgerons et quelques fondeurs qui semblaient détenir leur savoir des Teke tsaayi. Au fil du temps, sur la base de similitudes linguistiques, culturelles et sociales les deux groupes en vinrent à ne plus en former qu'un seul.
Si « les membres d’un lignage, dix à quinze personnes, vivent dans un ensemble de villages relativement voisins et entre lesquels existent des relations matrimoniales », il n'en est pas de même des membres d'un clan, qui sont dispersés sur tout le territoire où se rencontrent des Nzèbi, en raison des migrations et des peuples rencontrés. Par ailleurs, le fait d'appartenir à un lignage entraine l'appartenance à un clan. Et chaque clan inclut un réseau de lignages.
On rencontre, dans ce groupe ethnique, douze clans, non territorialisés et dont les membres sont dispersés :
Sept d'entre eux ont été créés par sept patriarches, fondateurs de villages, et nés de Nzèbi, leur ancêtre à tous. Il règne entre eux une absence d'inégalité. Ils forment, comme le dit Pierre Rosanvallon, « un type de société dans laquelle nul n’est soumis à la volonté d’autrui ». mais le Pygmée fait exception, car il est dépendant du clan des Makhamba. Puis le récit aborde les premiers conflits qui vont introduire la fin de l'égalité initiale.
- les Maghamba, ou Makhamba (prononcé [maɣaᵐba]) ;
- les Mouanda, ou Mwanda ;
- les Bassanga, ou Basanga ;
- les Mitshimba, ou Mitsimba ;
- les Cheyi, ou Seyi ;
- les Baghuli, ou Bakhuli, Barouli ;
- les Mboundou, ou Mbundu.

À ces sept clans, il faut ajouter ceux créés par cinq patriarches, fondateurs qui sont nés de Mbéli :
- les Mululu ;
- les Basumba ;
- les Isakha ;
- les Ingungu ;
- les Bavonda.

### Famille
- Père : Téi
- Mère : Ngu
- Frère utérin : Ndumi
- Sœur utérine : Kiédi
- Épouse : Mukédi
- Fille / Fils : Mwana mukass / wa l'barla -- enfant femme / homme

### Littérature orale

#### Lemuyambili: acteur incontournable, celui qui détient le savoir.
Le savoir nzèbi réside dans la mémoire des hommes. Le savoir était transmis par la parole du muyambili (celui qui parle). Celui-ci acquiert son savoir dès l’enfance après avoir été distingué par son attitude réservée et respectueuse. L’enseignement s’achève à l’âge adulte. Il est transmis par un oncle maternel, ou un homme du clan, ou simplement un grand-père.
Il s’agissait surtout de mémoriser ce qui touche au clan, ses devises, le sien, bien sûr, mais plus encore ce qui concerne les autres clans. Or l’espace clanique est structuré par les relations matrimoniales. Chaque mariage est conclu par une remise de dot, et la dot est une manière de « reconnaître le clan qui la reçoit comme un égal au sien ».  
C'est au cours de la nuit, qu'après plusieurs de ces transactions, mbwakha, offertes à son père que la jeune femme peut venir habiter chez son mari. Les biens de la dot étant tenus à l'abri des regards, ils ne sont donc jamais un signe ostentatoire de richesse, ils circulent, en liant les clans les uns aux autres. Pour un archéologue, avant la colonisation, on se trouve donc dans une société égalitaire.  
La richesse liée à la circulation des femmes est invisible. La richesse est aussi immatérielle, c'est la possibilité, pour les hommes, de disposer du temps pour s'initier, jeune, au savoir clanique. Adulte, c'est celui consacré aux transactions matrimoniales et aux éventuelles résolutions de tensions ou de conflits par les joutes oratoires, où se produisent les muyambili, lesquels ont consacré bien du temps à leur formation.  
Par contraste, l'inégalité est surtout manifeste dans la condition des femmes et, de manière plus discrète, celle des Pygmées, qui sont, autant la femme que le Pygmée, présents au début du récit de Koto dans une position de dépendance. Mais cela n'est pas visible. L'égalité n'existe qu'entre les hommes nzèbi. 

#### Les joutes oratoires:mikundukhuetmbomo.
Le savoir du muyambili donnait donc lieu à des joutes oratoires entre eux lors du mikundukhu et du  mbomo. Le mikundukhu permettant de renouveler l'alliance entre deux clans après la rupture naturelle occasionnée par la mort d'un des conjoints, ce qui intervient régulièrement.  
Le mbomo était une procédure rare, et n'intervenait que lorsqu'il y avait refus de rembourser la dot lors d'un divorce, ou bien lorsqu'il y avait refus de payer le prix du sang après un meurtre. Ce mbomo a été interdit en raison des risques: suicide du perdant, ou mort par excès de drogue dans l'espoir de dominer dans l'exercice oratoire. Au cours du mbomo chaque muyambili, pour son argumentation, était limité à la citation de neuf formules et proverbes seulement, qu'il devait relier à l'histoire des clans.  
C'est à cette occasion que les inégalités produites par la traite esclavagiste sont dévoilées et enregistrées par les muyambili. Car l'argument décisif consistait à montrer, en faisant appel à l'histoire du clan adverse connue parfaitement, que l'adversaire appartenait, dans son clan, à une maison d'origine servile.  
Cette confrontation publique entre plusieurs muyambili se manifestait avec une extrême agressivité entre eux. C’est le savoir sur les autres clans qui était, ainsi, déterminant et le plus apprécié par les gens qui assistaient au ‘’mbomo’’, et ceux-ci le montraient par des ovations énergiques. 
Dans toutes ces procédures, si la parole exprimée abondamment caractérise le muyambili, la parole tue est tout aussi importante. Car la mémoire n'a de valeur que dans son exposition parfaite, choisie, maîtrisée. Hors des cas extrêmes, où les inégalités sont évoquées à mots couverts, compris dans l'instant aussi vite qu'oubliés, le muyambili dit l’unité des Nzèbi et la solidarité des membres du clan en dépit des dépendances qui existent en son sein. 
Les muyambili ne sont pas au service d'un pouvoir, des fonctionnaires, des griots, ils sont le pouvoir des clans, quand ils parlent. C'est donc un pouvoir fragile et régulièrement mis à l'épreuve, tout au long de leur vie. Les épreuves répétées leur donnent un niveau de compétence qui distinguent : le niveau intermédiaire sollicité dans les différents réglés à l'amiable, le mbanza, jusqu'au maître de la parole, muyambili, et jusqu'au « lutteur », mutsundi, pour les situations conflictuelles les plus graves.
Les muyambili étaient aussi ceux qui, auprès des jeunes dans la période de la circoncision, leur enseignaient la migration des clans, les devises, lekumu, et les références qui leur seraient utiles tout au long de leur vie. Des rites d'initiations ont dû exister, le musée du quai Branly conserve un masque à visage humain (fin XIXe -début XXe siècle), dont les couleurs divisent verticalement la partie gauche, bleue - front, sourcil paupière et joue - est plus réduite  que la partie droite, blanche. La masse des cheveux, de taille très réduite et peinte en noir, a la forme d'une petite crête. 
À partir des années 1950, la circoncision fut opérée à la naissance, dans des dispensaires, et cet enseignement disparut. C'était un savoir, non seulement, fragile, mais aussi, mortel.

### Métiers
La grande diversité des travaux correspond, plus ou moins, à la diversité des travailleurs: hommes, femmes, mixtes, travaux collectifs ou individuels. Et les travaux collectifs peuvent n'associer que quelques hommes, ou femmes, la maisonnée, le quartier (l' itsuku), tout le village ou plusieurs villages. 
L' itsku est aussi le niveau qui correspond aux chasses les plus courantes. Mais on emprunte souvent à l'extérieur, par exemple des filets pour la chasse. L' itsuku est aussi le niveau auxquels sont résolues les contradictions entre chasse et agriculture. Un itsuku rassemble, environ, une dizaine d'hommes et leurs femmes.

### Agriculture
Le manioc, principal aliment, est accompagné par l'arachide, l'aubergine, la courge, les bananes, les taros, plusieurs espèces d'igname, la canne à sucre et des légumes: gombos, citrouilles, tomates, ... La culture du bananier, derrière l'habitation, procure une « ceinture » au village. Le tabac, en petites quantités, reste à proximité des cases.
Le brûlis fait suite au défrichement, à l'extrême fin de la saison sèche (juin-septembre), sur des arbres au sol depuis longtemps et partiellement desséchés. Les pluies enrichissent la terre en éléments minéraux provenant des cendres. Le bouturage du manioc se fait alors, simplement au couteau. Il commence à être récolté seulement un an et demi après. En association avec le manioc, la courge et l'aubergine sont cultivées en alternance. L'aubergine se récolte en janvier-février, la courge entre juin et août. Cette dernière envoie des racines en profondeur, tandis que la courge reste en surface : le sol est très bien utilisé, et cela sur deux ans, en alternance, donc. 
Par ailleurs, l'igname est plantée en même temps que le manioc, et la récolte des diverses espèces d'igname s'étale sur six mois. Quelques plants d'oseille, de maïs et de canne à sucre marquent les limites.
L'arachide couvre la moitié des terres cultivées. Elle pousse soit après un défrichage, après une culture de manioc, soit tous les trois ans après une jachère de deux ans. Les récoltes s'étirent de fin février à mai.

### Chasse
Les hommes chassent en groupe et cela nécessite une coopération complexe, avec des fonctions inégales entre les chasseurs mais qui trouvent une forme de compensation, entre autres, par la rotation des chasseurs dans leurs positions respectives. La chasse au filet, ordinaire, consiste à encercler le gibier et à le rabattre, avec l'aide des chiens, dans un enclos (entre 30 et 50 m.) de filets apportés par chaque participant, la longueur de l'enclos variant en fonction du gibier (antilope Sitatunga, gazelle, porc épic d'Afrique du Sud). 
Si les chasses sont très variées, avec des rôles attribués bien différenciés, elles aboutissent à des partages tout aussi variés, les participants pouvant venir du même quartier (huit à dix participants) ou de plusieurs villages (jusqu'à 60, voire 100 pour le gorille). La chasse à l'écureuil peut nécessiter un arbitrage, tant les rôles sont de nature différente, sauf lorsque les chasseurs viennent d'une même maisonnée, le repas étant pris en commun. La chasse au singe se pratique dans une zone déboisée, à la fin de la saison des pluies, les singes s'étant bien gavés de graines et de fruits. La chasse au gorille était autrefois pratiquée pour libérer un quartier de cultures qu'ils avaient envahi. 
La répartition des produits de la chasse se faisant sur des critères liés à la fonction du chasseur, toujours de faible ampleur, cette répartition indique le caractère foncièrement égalitaire de cette société. À chaque fonction des participants correspond des morceaux du gibier qui doivent favoriser les capacités de chaque rôle tenu par le chasseur ;  les plus importants (importance limitée au temps de la chasse) étant : le pisteur, le possesseur de chiens, le rabatteur, le tueur, le spécialiste des techniques magiques.

### Pêche
De leur côté, les femmes pêchent souvent seules, parfois collectivement, et parfois avec la participation des hommes. Elles pratiquent plusieurs types de pêche, dans les petites rivières proches du village, toute l'année pendant de courtes périodes sèches, ou à partir de campements, à la grande saison sèche. Ce sont des pêches à l'épuisette, à la nasse, au poison. Un homme seul peut pêcher aussi, à la ligne.

### Artisanat
Le village produit aussi ce dont il a besoin en matière de vannerie, poterie, tissage (métier vertical à un rang de lisses, emprunté aux Téké) et enfin, le bois, dont les instruments de cuisine, les peignes et les tabourets. La cueillette de padouk (Pterocarpus soyauxii) était, autrefois, importante pour la peinture corporelle de nombreuses ethnies et pour certains rituels, et c'était le cas chez les Nzèbi.
La métallurgie des Nzèbi s'est arrêtée après l'intervention française, vers les années 1920. Seule la tribu des Tsangi est réputée, dans la littérature, pour sa production de fer. Les gisements étaient situés sur les villages de Ngongo et de Makengi. Le minerai, en couches alternant avec le charbon de bois, était fondu dans un bas fourneau, creusé dans le sol. La masse de métal obtenue était, soit conservée pour la dot (rarement), soit débitée et forgée. Une soixantaine de jours de travail était nécessaire pour produire environ six kilogrammes. de fer prêt à l'usage.

### Cuisine
La cuisine nzébi est composée d'une grande présence de légumes qui accompagnent les viandes. 

#### Les légumes
- Les mayagha : "gh" est lu "R", donc mayara, ce sont les feuilles de manioc. Cuisinées avec de la pâte d'arachide (penda) et d'une viande (niama).
- Le nzaka (ou tètè) : La graine de la courge (Cucumeropsis mannii[56]) offrait l'unique apport de lipides « avant l’adoption de l’arachide et la connaissance du palmier à huile »[57]. Sa culture s'effectue sur un sol fraîchement enrichi par brûlis. La récolte devant être optimale, les semis sont précédés d'une cérémonie. La récolte se fait dans le même esprit. Après que les pluies les aient amollies, les courges sont battues joyeusement entre parents et amis. Puis le séchage est surveillé de près. Enfin, les graines sont emballées dans des feuilles et doivent pouvoir être conservées deux ans. On en fait une pâte cuisinée avec du sel végétal, un sel de cendres, qui lui donne un caractère particulièrement savoureux. Pour les Nzebi, c'est le mets le plus délicieux, celui des fêtes, des cérémonies et que des étrangers reçus au village pourront apprécier en toute sécurité. La pâte d'arachide, au goût plus prononcé, leur semble pouvoir masquer des adjuvants maléfiques.
- Les batsiéki : les légumes amers.

#### Les viandes
- Les tsombi : les chenilles de palmier.
- Le Ichibi

### Céramique
Dans la forêt du Chaillu, avant 1989, les Nzèbi, tout comme les autres groupes qui se côtoient et s'interpénètrent, pratiquent la céramique. La nature de la matière travaillée et les procédés sont extrêmement variés d'un lieu à l'autre. La cuisson s'effectue toujours à feu nu, mais elle peut varier d'une heure à une nuit. En principe les potières travaillent pour la famille. Par ailleurs, « la poterie est loin d’être considérée comme indispensable, concurrencée par bien d’autres « récipients » : emballages de feuilles pour la cuisson à l’étouffée ou à la vapeur, calebasses séchées pour le transport et la conservation des liquides et des graines, ainsi que les contenants en vannerie, en bois…»

### Religions
Le Christianisme est le plus pratiqué. Toutefois, il existe toujours des sociétés secrètes ancestrales qui ont survécu jusqu'à ce jour. Ce sont notamment : le  bwiti, mwiri, ndjobi, mabandji, et nyèmbè.
- Le bwiti est une société secrète masculine qui a un ensemble de cérémonies rituelles à l’intérieur desquelles  se transmet  un enseignement  ésotérique. Pour les femmes, on parle de nyembè ;
- Le mwiri est en quelque sorte une ligue pour la protection de la nature et  l’entretien des  lieux publics, doublés d’une police secrète destinée à rechercher et punir les coupables;
- La danse ou  le rite initiatique mabandji sert à protéger la danseuse, sa famille et ses biens. Elle sert également à comprendre l’origine d’une maladie afin de la soigner, de chasser les mauvais esprits, de désenvoûter et de purifier.
- Le ndjobi soit  une  organisation secrète à tendance  gouvernementale (fondement  du  pouvoir politique de l’État gabonais), il n’en demeure pas  moins que le terme ndjobi, qui signifie « maison dangereuse », renvoie dans la représentation mentale de ceux qui la pratiquent, au  sens de maison sacrée dont le rôle est la protection de la famille, d’un lignage, d’un clan, voire  d’un village et surtout d’un district contre la sorcellerie à outrance.

## Vocabulaire nzébis

### Les saisons

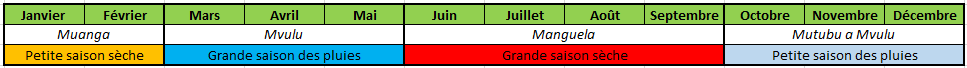
Saisons selon la culture Nzébi.

Il existe quatre saisons climatiques nzébi[source insuffisante] : muanga, la petite saison sèche de janvier à février ; mvulu, la saison des pluies de mars à fin mai ; manguela, la saison sèche de juin à septembre ;mutubu a mvulu, le début de la saison des pluies, de fin septembre à fin décembre.

## Personnalités contemporaines
- Zacharie Myboto, homme politique gabonais[61] actuellement président de l'Union nationale, un parti d'opposition, considéré longtemps comme le « patron politique » des Nzébi au Gabon[62].

- Pascal Lissouba, premier ministre de Alphonse Massamba-Débat, puis président de la république du Congo de 1992 à 1997.
- Faustin Boukoubi homme politique gabonais
- Stanislas Migolet [63]ancien sénateur du Gabon
- Martin Fidèle Magnaga, Ancien ministre
- Paul Bunduku-Latha, Diplomate, Ancien ministre.
- Nzengue Dieudonné,plus jeune directeur de l' ENA à 29 ans .
- Zita Oligui Nguema, Première Dame, épouse du président de la transition gabonaise Brice Clotaire Oligui Nguema
- Flavien Nzengui Nzoundou, Ministre de Travaux Publics